# Rumeno morje
Rumeno morje (tudi Zahodno morje v Severni in Južni Koreji) je severni del Vzhodnokitajskega morja, ki je robno morje Tihega oceana. Samo morje se nahaja med celinsko Kitajsko in Korejskim polotokom.
Samo ime je morje dobilo po značilni rumenkasti barvi, ki je posledica delcev peska v vodi; pesek prihaja iz Rumene reke. Dva največja zaliva tega morja sta Korejski zaliv in Bohajsko morje.